# معاوقة صوتية
المعاوقة الصوتية والمعاوقة الصوتية المحددة هي مقاييس للمعاوقة التي يقدمها النظام للتدفق الصوتي الناتج عن الضغط الصوتي المطبق على النظام. وحدة النظام العالمي للمعاوقة الصوتية هي ثانية باسكال لكل متر مكعب (Pa·s/m3) أو رايل لكل متر مربع (rayl/m2)، بينما وحدة المعاوقة الصوتية المحددة هي ثانية باسكال لكل متر (Pa·s/m) أو رايل. هناك تشابه وثيق مع المعاوقة الكهربائية، والذي يقيس المعاوقة التي يقدمها النظام للتدفق الكهربائي الناتج عن الجهد الكهربائي المطبق على النظام.